# École de Tongcheng
L'école de Tongcheng est une école littéraire chinoise qui a prospéré sous la dynastie Qing. 
Cette école défend la philosophie des valeurs néo-confucéennes qui prend de l'importance sous la dynastie Song.

## Histoire
L'école de prose littéraire de Tongcheng est fondée par Fang Bao (en), Liu Dakui (zh) et Yao Nai qui sont originaires du pays de Tongcheng, province de l'Anhui, dans les premières années de la dynastie Qing.
Fang Bao initie le genre en utilisant ce qu'il a appris de son professeur Gui Youguang (en), créant le concept de Yi Fa. Yi fait référence aux idées ou arguments centraux d'un article et Fa (en) aux diverses formes littéraires et artistiques présentes dans la théorie de l'école Tongcheng. Le style d'écriture est plus stoïque en ce sens qu'il souligne la nécessité de présenter l'objet de l'article de manière concise, sans excès de formalités ou de romance dans le style d'écriture.
L'école prend de l'importance sous l'empereur Kangxi et prospère tout au long de la période Qing. Parmi les écrits significatifs de l'école : Random Notes from Prison de Fang Bao et l'Ascent to Mount Tai de Yao Nai.

## Écrivains
Les auteurs importants du style Tongcheng incluent les étudiants de Fang Bao : Shen Tong, Wang Youpu (zh), Shen Tingfang (zh), Wang Zhaofu, Chen Dashou (zh) et Li Xueyu ; étudiants de Liu Dakui : Wang Zhuo, Wu Ding et Cheng Jinfang ; et les élèves de Yao Nai : Guan Tong, Men Cengliang, Fang Dongshu et Yao Ying. D'autres adhérents notables à l'école de Tongcheng comprennent Zhu Qi, Long Qirui, Chen Xueshou, Wu Jiabin, Deng Xianhe, Sun Dingchen, Lu Yitong et Shao Yichen.